# Johnny Handsome
Johnny Handsome (en español: Johnny el Guapo o Un rostro sin pasado) es una película estadounidense dramática-romántica de 1989 dirigida por Walter Hill y protagonizada por Mickey Rourke, Elizabeth McGovern, Ellen Barkin, Lance Henriksen y Morgan Freeman.

## Sinopsis
Un criminal de carrera apodado Johnny Handsome, quien está desfigurado desde su nacimiento, obtiene una nueva oportunidad luego de ser traicionado en un robo. En la cárcel un cirujano le devuelve la figura humana a su rostro. En libertad condicional, Johnny lleva una vida sensata y parece enamorarse de una mujer llamada Donna. Pero, en las sombras, Johnny prepara su venganza contra Rafe Garrett y su banda, quienes lo enviaron a la cárcel.

## Reparto
- Mickey Rourke: John Sedley/Johnny Handsome/Johnny Mitchell
- Ellen Barkin: Sunny Boyd
- Elizabeth McGovern: Donna McCarty
- Morgan Freeman: Teniente A. Z. Drones
- Forest Whitaker: Dr. Steven Fisher
- Lance Henriksen: Rafe Garrett
- Scott Wilson: Mikey Chalmette
- David Schramm: Vic Dumask
- Yvonne Bryceland: Hermana Luke
- Peter Jason: M. Bonet
- J.W. Smith: Larry
- Jeffrey Meek: Earl
- Allan Graf: Bob Lemoyne

## Recepción
En el momento de su estreno, el film tuvo una acogida mixta por parte de la crítica norteamericana.
- "Thriller áspero y nacido con vocación de sordidez que aporta una bocanada de aire fresco en el mortecino prestigio de Hill después de sus últimas películas. Tragedia urbana con gran solidez narrativa y hábiles elipsis"[1]

- Johnny Handsome es una película de Walter Hill (The Warriors, Streets of Fire), y pone las siguientes cosas en los primeros cinco minutos: rasgos, frenos que chirrían, un gánster que trafica droga, una prostituta negra, un robo violento, un asesinato, máscaras siniestros, vaso que se desmenuza.[2]